# Anna Kamińska (okulistka)
Anna Kamińska – polska okulistka, doktor habilitowana medycyny, adiunkt Warszawskiego Uniwersytetu Medycznego.

## Życiorys
Dyplom lekarski uzyskała na I Wydziale Lekarskim Akademii Medycznej w Warszawie w 1985. Pierwszy i drugi stopień specjalizacji z okulistyki zdobyła odpowiednio w 1989 i 1992. W latach 1986–1993 pracowała jako asystent Oddziału Okulistycznego Szpitala Bielańskiego, a następnie (1993–1999) została zatrudniona jako asystent w Katedrze i Klinice Okulistyki II Wydziału Lekarskiego Akademii Medycznej w Warszawie. 
Stopień doktorski uzyskała w 1999 roku na podstawie pracy „Analiza topograficzna tarczy nerwu wzrokowego badana metodą skaningowego oftalmoskopu laserowego TOPSS u pacjentów z jaskrą pierwotną otwartego kąta”. Po doktoracie została zatrudniona jako adiunkt w Katedrze i Klinice Okulistyki WUM. Habilitowała się w 2014 roku na podstawie oceny dorobku naukowego i pracy pod tytułem „Znaczenie zmienności genów układu antyoksydacyjnego dla występowania stożka rogówki i dystrofii śródbłonka rogówki Fuchsa”.
Zainteresowania kliniczne i badawcze A. Kamińskiej dotyczą m.in. patogenezy, diagnostyki i leczenia operacyjnego jaskry, chorób rogówki, molekularnych aspektów chorób narządu wzroku oraz chirurgicznego leczenia zaćmy. Należy do Polskiego Towarzystwa Okulistycznego, w ramach którego w latach 2000–2003 pełniła funkcję sekretarza (ponadto członkini sekcji PTO: jaskry, kontaktologicznej oraz zaćmy i chirurgii refrakcyjnej).
Swoje prace publikowała w czasopismach krajowych i zagranicznych, m.in. w „Klinice Ocznej” i „Okulistyce”. 